# Tiroteo en la iglesia de Bahawalpur
El tiroteo de la iglesia de Bahawalpur fue un tiroteo masivo ocurrido en la iglesia de Santo Domingo en Bahawalpur, Punyab, Pakistán el 28 de octubre de 2001. El tiroteo fue perpetrado por seis asaltantes pertenecientes a Lashkar-e-Jhangvi. El guardia de la iglesia y otros 17 cristianos fueron asesinados.

## Trasfondo
Los no musulmanes son el blanco de los extremistas en Pakistán. Desde que Pakistán respaldó a Estados Unidos en la invasión de Afganistán en 2001, los terroristas han atacado a las minorías paquistaníes, especialmente a los cristianos.

## Hechos
Seis hombres armados y encapuchados que viajaban en tres motocicletas sacaron sus rifles AK 47 que estaban escondidos en sus bolsos y comenzaron a disparar. En ese momento, alrededor de 100 personas estaban dentro de la iglesia. Primero mataron al guardia de la iglesia en la puerta y luego entraron a la iglesia y comenzaron a disparar contra los fieles. Mientras disparaban, coreaban las consignas: "Afganistán y Pakistán, cementerio de cristianos" y también cantaban "Allah hu Akbar" (Alá es grande). Dispararon durante 3 minutos, de 08:52 a 08:55 (hora local). El asalto dejó un saldo de 18 muertos.

## Reacciones
El presidente de Pakistán, Pervez Musharraf, dijo que estaba entristecido por el asesinato de cristianos y acusó a extremistas entrenados del ataque.
Dos días después del ataque, la policía lanzó una ofensiva y capturó a 22 sospechosos. El 28 de julio de 2002, 4 sospechosos pertenecientes a Lashkar-e-Jhangvi que admitieron haber cometido el crimen, fueron asesinados en una emboscada.